# Harry Werner Storz
Harry Werner Storz (ur. 3 marca 1904 w Halle, zm. 13 sierpnia 1982 w Hamburgu) – niemiecki lekkoatleta sprinter, wicemistrz olimpijski z 1928.
Specjalizował się w biegu na 400 metrów. Zdobył srebrny medal na igrzyskach olimpijskich w 1928 w Amsterdamie w sztafecie 4 × 400 metrów (sztafeta biegła w składzie: Otto Neumann, Richard Krebs, Storz i Hermann Engelhard). Na tych samych igrzyskach Storz zajął 5. miejsce w finale biegu na 400 metrów.
Poprawił rekord Niemiec w sztafecie 4 × 400 m wynikiem 3:14,8 osiągniętym na igrzyskach w Amsterdamie 5 sierpnia 1928.
Storz był wicemistrzem Niemiec w biegu na 400 metrów w latach 1928 i 1929.
Od 1924 służył w Reichswehrze, od 1931 był członkiem NSDAP, SA i SS. Był dziennikarzem działu sportowego Völkischer Beobachter. Od 1954 pisał dla Hamburger Abendblatt.